# Municipio de Larimer
El municipio de Larimer (en inglés: Larimer Township) es un municipio ubicado en el condado de Somerset en el estado estadounidense de Pensilvania. En el año 2000 tenía una población de 590 habitantes y una densidad poblacional de 13 personas por km².

## Geografía
El municipio de Larimer se encuentra ubicado en las coordenadas 39°44′00″N 78°53′59″O / 39.73333, -78.89972.

## Demografía
Según la Oficina del Censo en 2000 los ingresos medios por hogar en la localidad eran de $31,333 y los ingresos medios por familia eran $35,500. Los hombres tenían unos ingresos medios de $27,422 frente a los $18,417 para las mujeres. La renta per cápita para la localidad era de $13,301. Alrededor del 15,1% de la población estaban por debajo del umbral de pobreza.